# Вон Ок Ім
Вон Ок-Ім  (кор. 원옥임, 9 листопада 1986) — пінічнокорейська дзюдоїстка, олімпійська медалістка.

## Виступи на Олімпіадах
| Олімпіада  | Дисципліна             | Місце |
| ---------- | ---------------------- | ----- |
| Пекін 2008 | напівсередня категорія | 3T    |